# Chalcoparia singalensis
Chalcoparia singalensis é uma espécie de ave da família Nectariniidae.
Pode ser encontrada nos seguintes países: Bangladesh, Butão, Brunei, Camboja, China, Índia, Indonésia, Laos, Malásia, Myanmar, Nepal, Tailândia e Vietname.
Os seus habitats naturais são: florestas subtropicais ou tropicais húmidas de baixa altitude, florestas de mangal tropicais ou subtropicais e regiões subtropicais ou tropicais húmidas de alta altitude.